# روکتا ا وولتورنو
روکتا ا وولتورنو (به ایتالیایی: Rocchetta a Volturno) یک کومونه در ایتالیا است که در استان ایسرنیا واقع شده‌است. روکتا ا وولتورنو ۲۴٫۰ کیلومتر مربع مساحت و ۱٬۰۸۰ نفر جمعیت دارد.